# Ден-Горн (Південна Голландія)
Ден-Горн (нід. Den Hoorn) — село в нідерландській провінції Південна Голландія. Входить до муніципалітету Мідден-Делфланд.

## Галерея

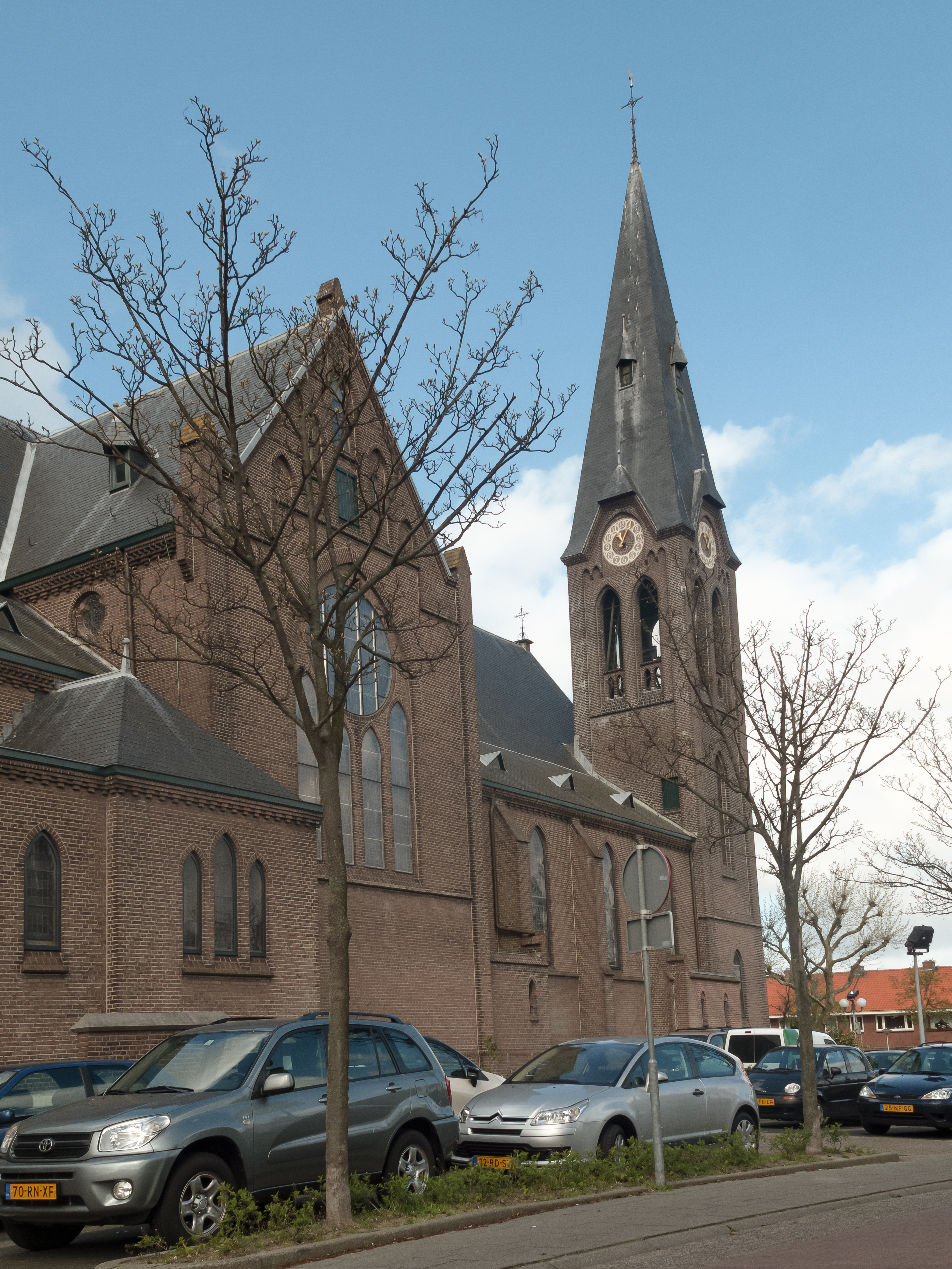
Церква у селі